# Río Kinzig
El río Kinzig es un corto río de Alemania, que nace en la Selva Negra y desemboca en el río Rin, en Kehl. El Kinzig tiene una longitud de 95 km. Su valle y sus valles afluentes son considerados como el sistema más grande de valles en la Selva Negra. Siguiendo las diferentes definiciones geográficas, el Kinzig puede ser considerado como la frontera entre la Selva Negra septentrional (Nordschwarzwald) y la Selva Negra Central (mittlerer Schwarzwald).

## Pueblos y ciudades a lo largo del Kinzig
El río, en sentido de aguas abajo, pasa por las siguientes ciudades y localidades:
En el distrito de Freudenstadt:
- Losburgo
- Alpirsbach - Ehlenbogen
- Alpirsbach

- En el distrito de Rottweil:

- Schenkenzell
- Schiltach
- Schiltach - Lehengericht

- En Ortenau:

- Wolfach
- Gutach (Schwarzwaldbahn)
- Hausach
- Fischerbach
- Haslach im Kinzigtal
- Steinach
- Biberach (Baden)
- Gengenbach
- Berghaupten
- Ohlsbach
- Ortenberg (Baden)
- Offenburg
- Willstätt
- Kehl

## Afluentes
En la Selva Negra muchos afluentes desembocan en el Kinzig, incluidos varios arroyos más largos de 20 a 30 kilómetros de longitud, la mayoría procedentes del norte o del sur. A continuación se enumeran los de más de 10 kilómetros de longitud:
- El pequeño Kinzig, por la derecha cerca del puente ferroviario de Schenkenzell, 20,2 km y 62,9 km².
- Schiltach, por la izquierda en Schiltach, 29,5 km y 115,8 km².
- Wolf, antiguamente el Wolfach, por la derecha en Wolfach, 30,8 km y 129,6 km².
- Gutach, por la izquierda cerca de Gutach (Schwarzwaldbahn), 29,3 km y 161,5 km².
- Mühlbach o Welschensteinachbach, por la izquierda cerca de Steinach, 10,5 km y 24,9 km².
- Erlenbach, por la derecha cerca de Biberach, 18,9 km

El mayor afluente en general llega al Kinzig un poco antes de su desembocadura en la llanura del Rin Superior:
- Schutter, por la izquierda cerca de Kehl, 56,8 km y 338,2 km² de cuenca